# Gianni Rodríguez
Gianni Rodríguez, vollständiger Name Gianni Danielle Rodríguez Fernández, (* 7. Juni 1994 in Montevideo) ist ein uruguayischer Fußballspieler.

## Karriere

### Verein
Der 1,77 Meter große Defensivakteur Rodríguez spielte zunächst für den Danubio FC. In der Apertura 2012 sind dort zwölf Einsätze (kein Tor) in der Primera División für ihn verzeichnet. Auch wurde er in zwei Spielen der Copa Sudamericana 2012 eingesetzt. Im Januar 2013 wechselte er für eine kolportierte Ablösesumme von 800.000 Euro zu Benfica Lissabon. Dort wurde er in der ersten Jahreshälfte dreimal und in der Spielzeit 2013/14 21-mal in der B-Mannschaft in der Liga de Honra eingesetzt. In der Saison 2014/15 ist kein weiterer Ligaeinsatz für ihn verzeichnet. Anfang Februar 2015 wechselte er für ein Jahr auf Leihbasis zurück nach Uruguay zum Club Atlético Peñarol. Dort wurde er in der Clausura 2015 in fünf Erstligaspielen (kein Tor) eingesetzt. In der Spielzeit 2015/16, in der er mit der Mannschaft die Apertura und den Landesmeistertitel gewann, kamen fünf weitere Erstligaeinsätze (kein Tor) und drei (kein Tor) in der Copa Libertadores 2016 hinzu. Nach lediglich einem weiteren Erstligaeinsatz (kein Tor) in der Saison 2016 schloss er sich Mitte Januar 2017 dem Club Atlético Cerro an. Bislang (Stand: 10. Juli 2017) lief er für die Montevideaner – ohne persönlichen Torerfolg – in 20 Erstligaspielen und zwei Partien der Copa Libertadores 2017 auf.

### Nationalmannschaft
Rodríguez debütierte am 14. Januar 2009 unter Trainer Fabián Coito bei der Mundialito Tahuichi Aguilera im Spiel gegen Paraguay in der uruguayischen U-15-Nationalmannschaft. Mit der Auswahl, in der er insgesamt 17 Länderspiele (kein Tor) absolvierte, nahm er an der in Bolivien ausgetragenen U-15-Südamerikameisterschaft 2009 teil. Auch war er Mitglied in der U-17 seines Heimatlandes. Dort bestritt er ab seinem Debüt am 12. Januar 2009, das somit zwei Tage vor dem Debüt in der U-15 lag, beim 4:2-Sieg gegen die paraguayische Elf 41 Länderspiele (zwei Tore). Er war Mitglied des Aufgebots Uruguays bei der U-17-Südamerikameisterschaft 2011 in Ecuador und der U-17-Weltmeisterschaft 2011 in Mexiko. Bei der WM lief er in sieben Turnier-Partien auf und wurde mit Uruguay Vize-Weltmeister. Am 5. Oktober 2011 setzte Juan Verzeri ihn gegen Argentinien erstmals in der Panamerika-Auswahl (U-22) Uruguays ein. Mit dieser nahm er sodann an den Panamerikanischen Spielen 2011 teil und gewann mit dem Team die Bronzemedaille. Insgesamt bestritt er vier Länderspiele in der Panamerika-Auswahl. In der U-20-Nationalmannschaft kam er sodann ebenfalls unter Trainer Juan Verzeri erstmals am 6. Juni 2012 in der mit 4:2 gewonnenen Partie gegen die USA erstmals zum Einsatz. Rodríguez gehörte dem Aufgebot der uruguayischen U-20-Auswahl bei der U-20-Südamerikameisterschaft 2013 in Argentinien an und bestritt während des Turniers neun Partien. Im Juli 2013 wurde er sodann bei der U-20-Weltmeisterschaft 2013 in der Türkei Vize-Weltmeister mit Uruguay. Rodríguez wurde in sieben Spielen bei der WM eingesetzt. Bislang (Stand: 5. Juli 2013) absolvierte er 24 Länderspiele in dieser Altersklasse.

### Erfolge
- Uruguayischer Meister: 2015/16

- Bronzemedaille Panamerikanische Spiele 2011
- U-17-Vize-Südamerikameister 2011
- U-17-Vize-Weltmeister 2011
- U-20-Vize-Weltmeister 2013